# Grom (2008.)
Grom (eng. Bolt) je američki računalno-animirani film animacijskoga studija Walt Disney Animation Studios iz 2008. godine. Film je 48. Disneyjev klasik. Redatelji filma su Chris Williams i Byron Howard. Glasove su posudili John Travolta, Miley Cyrus, Malcolm McDowell, Claire Holt, Diedrich Bader, Nick Swardson, Greg Germann, Susie Essman, i Mark Walton. Radnja filma se usredotočuje na malog bijeloga psa imena Grom, koji je cijeli svoj život proveo na setu jedne dječje televizijske serije, misleći da ima super moći. Kada pomisli da je njegova vlasnica, Penny, zatočena, napušta studio i kreće u jurnjavu kroz cijelu zemlju da bi je pronašao.

## Hrvatska sinkronizacija
- Grom - Rakan Rushaidat
- Peni - Nika Bošković
- Švrlja - Ana Begić
- Mrki - Živko Anočić
- Doktor Kaliko - Boris Miholjević
- Redatelj - Sven Medvešek

## Unutarnje poveznice
- Disneyjevi klasici

## Vanjske poveznice
- Grom - Službene stranice  Arhivirana inačica izvorne stranice od 27. ožujka 2010. (Wayback Machine) (engl.)
- Grom u internetskoj bazi filmova IMDb-a (engl.)
- Grom na Box Office Mojo (engl.)
- Grom na Rotten Tomatoes (engl.)